# Western Warriors
Western Warriors ist ein Sportverein auf den Bahamas. Der Verein spielt in der Saison 2014/15 in der BFA Senior League, der höchsten Spielklasse des Fußballverbands der Bahamas.